# Villeneuvette
Villeneuvette település Franciaországban, Hérault megyében. Lakosainak száma 66 fő (2022. január 1.). Villeneuvette Cabrières, Clermont-l’Hérault, Lieuran-Cabrières, Mourèze és Nébian községekkel határos.

## Népesség
A település népessége az elmúlt években az alábbi módon változott:
| Lakosok száma | 61   | 75   | 83   | 69   | 70   | 72   | 71   | 69   | 68   | 66   |
|               | 1968 | 1982 | 1990 | 2006 | 2013 | 2015 | 2017 | 2019 | 2020 | 2022 |